# Żabiak
Żabiak – przysiółek wsi Krasowice w Polsce, położony w województwie opolskim, w powiecie namysłowskim, w gminie Namysłów. Wchodzi w skład sołectwa Krasowice.
W latach 1975–1998 przysiółek administracyjnie należał do ówczesnego województwa opolskiego.